# Trigonostemon eberhardtii
Trigonostemon eberhardtii är en törelväxtart som beskrevs av François Gagnepain. Trigonostemon eberhardtii ingår i släktet Trigonostemon och familjen törelväxter.
Artens utbredningsområde är Vietnam. Inga underarter finns listade i Catalogue of Life.